# Путешествие к центру Земли (фильм, 2008)
«Путешествие к центру Земли» (англ. Journey to the center of the Earth) — фильм режиссёра Эрика Бревига.
3D-экранизация одноимённого романа Жюля Верна. Действие перенесено в настоящее время.

## Сюжет
Чудаковатый профессор Тревор Андерсон (Брендан Фрэйзер), поднятый на смех коллегами за свои эксцентричные теории, путешествует с племянником Шоном по Исландии. Брат Андерсона пропал без вести в тех краях. Но оставил после себя память — книгу «Путешествие к центру Земли», снабжённую огромным количеством пометок. Среди этих пометок они находят имя одного известного профессора, но прилетев в Исландию, они обнаруживают, что тот давно умер. Зато жива его дочь Ханна, которая скептически относится к достижениям своего отца, но любезно соглашается проводить Тревора с Шоном к потухшему вулкану за 5 тысяч исландских крон в час. Вследствие грозы пещеру, в которой они укрывались, завалило ударом молнии и героям пришлось искать другой путь наверх. В пещере они находят путь к заброшенным шахтам, а потом залежи алмазов. Они оказываются на нетвёрдом грунте — мусковите и проваливаются под землю. В недрах перед путешественниками открывается удивительный подземный мир («мир внутри мира»), населённый опасными и странными созданиями. Найдя в дереве «жилище» пропавшего Макса (отца Шона) и его дневник, они узнают что через несколько часов температура поднимется «до 200 градусов» (по Фаренгейту), и они могут сгореть. Путешественники решают бежать наверх.
Первой трудностью оказывается температурный режим мира в центре Земли. Героям фильма предстоит переплыть через огромное море, кишащее хищными рыбами и мауизаврами, или побыть на воздухе с температурой 50 градусов по Цельсию. Они сооружают плот и отправляются в плавание, чтобы достичь «гейзерного колодца», который выведет их на поверхность, если верить первоисточнику. В пути друзей ожидает множество опасных приключений, таких как сражение с гиганотозавром и переход через магнитный мост, но в конце концов они выброшены гейзером на поверхность через Везувий в Италии.
Из-под земли Шон забирает с собой горсть алмазов и люминесцентную птичку, вымершую в нашем мире, которая помогала ему во время путешествия.

## В ролях
- Брендан Фрэйзер — Тревор Андерсон
- Джош Хатчерсон — Шон Андерсон
- Анита Брием — Ханна
- Сет Майерс — Алан

## Отсылки к другим фильмам
- Поездка на вагонетках в заброшенной шахте — отсылка к фильму «Индиана Джонс и храм судьбы» (гонка на вагонетках в конце фильма).

## Сиквелы
- В 2012 году вышел сиквел фильма: Путешествие 2: Таинственный остров.